# حد (ریاضی)
در ریاضیات، حد (به انگلیسی: Limit)، مقداری است که یک تابع (یا دنباله) با نزدیک شدن ورودی (یا اندیس) به مقداری، به آن نزدیک می‌شود. حد، یک مفهوم اساسی در حسابان و در حالت کلی، در آنالیز ریاضی است و در تعریف پیوستگی، مشتق و انتگرال کاربرد دارد. حد، رفتار یک تابع را بیان می‌کند. در واقع، رفتار آن را در نقاط روی صفحه یا در بی‌نهایت ارزیابی می‌کند.
مفهوم حد یک دنباله، درحالت کلی‌تر، به مفهوم یک شبکه توپولوژیک، تعمیم داده می‌شود، که ارتباط نزدیکی با حد و حد مستقیم در نظریهٔ رده‌ها دارد.
ریاضی‌دانان پیش‌ازآن‌که مفهوم دقیق‌ حد را به‌دست دهند، دربارهٔ آن، مجادله‌ بسیار کرده‌اند. یونانی‌ها در عصر باستان درکی از مفهوم حد داشته‌اند. برای نمونه، ارشمیدس مقدار تقریبی محیط دایره را با استفاده از محیط چندضلعی‌های منتظم محاط در دایره‌ای به شعاع یک، وقتی که تعداد اضلاع، بی‌کران افزایش می‌یابد، به‌دست آورد. در قرون وسطی نیز تا دورهٔ رنسانس، مفهوم حد برای به‌دست‌آوردن مساحت شکل‌های گوناگون به‌کار گرفته می‌شد.
در نوشتار ریاضی، حد را گاهی با lim نمایش می‌دهند، مانند lim (an) = a، گاهی با یک پیکان رو به‌راست (→)، مانند an → a و گاهی هم به فارسی حد می‌نویسند.

## حد تابع
−
|                                                                             |  |                                                         |
| هرگاه نقطه‌ای مانند x در فاصلهٔ δ از c باشد f(x) در فاصلهٔ ε از L قرار می‌گیرد. |  | برای تمامی x> S، مقدار f(x) در بازهٔ ε از L قرار می‌گیرد. |

برای تابع حقیقی f(x)‎ و عدد حقیقی c، عبارت
{\displaystyle \lim _{x\to c}f(x)=L}
بدین معناست که اگر x به‌اندازهٔ کافی به c نزدیک شود، f(x)‎ به‌اندازهٔ دل‌خواه به L نزدیک خواهد شد. رابطهٔ ریاضی بالا چنین خوانده‌ می‌شود: «حد f از x هنگامی که x به c نزدیک می‌شود برابر L است.»
کوشی، ۱۸۲۱ میلادی، و به‌دنبال او، کارل وایراشتراس، تعریفی که در بالا برای حد داده‌شد را به زبان ریاضی‌ بیان کردند، که در سدهٔ ۱۹ میلادی با نام «تعریف (ε, δ) حد» شناخته شد. آن‌ها در این تعریف، از اپسیلون، ε، برای نشان دادن یک مقدار مثبت بسیار کوچک بهره بردند. هنگامی که «f(x) به‌اندازهٔ دلخواه به L نزدیک می‌شود» به این معنی است که مقدار f(x) کم‌کم در بازهٔ (L - ε, L + ε) جای می‌گیرد. با کمک قدر مطلق چنین می‌نویسیم: |f(x) - L| <ε.
عبارت «هنگامی که x به‌اندازهٔ کافی به c نزدیک می‌شود» به این معنی است که مقدارهای حقیقی از x را در نظر داریم که فاصلهٔ آن‌ها از c کمتر از عدد مثبت دلتا، δ باشد؛ یعنی x عضو یکی از دو بازهٔ (c - δ, c) یا (c, c + δ) است، نوشتار ریاضی این عبارت چنین است: ۰ <|x - c| <δ. نامساوی نخست یعنی فاصلهٔ میان c و x بیشتر از صفر است و x ≠ c است در حالی که نامساوی دوم می‌گوید فاصلهٔ x از c کمتر از δ است.
تعریف بالا برای حد می‌تواند درست باشد حتی اگر {\displaystyle f(c)\neq L} باشد؛ حتی لازم نیست که f(x) در c تعریف شده‌باشد.
برای نمونه، اگر:
{\displaystyle f(x)={\frac {x^{2}-1}{x-1}}}
آنگاه f(1) تعریف نشده‌است (بخش بر صفر)؛ هر چه x به ۱ نزدیک می‌شود، f(x) متناسب با آن نیز به ۲ نزدیک می‌شود:
| f(۰٫۹) | f(۰٫۹۹) | f(۰٫۹۹۹) | f(۱٫۰)         | f(۱٫۰۰۱) | f(۱٫۰۱) | f(۱٫۱) |
| ۱٫۹۰۰  | ۱٫۹۹۰   | ۱٫۹۹۹    | ⇒ تعریف نشده ⇐ | ۲٫۰۰۱    | ۲٫۰۱۰   | ۲٫۱۰۰  |

بنابراین، f(x) به ۲ نزدیک می‌شود، هرگاه بتوان x را به‌اندازهٔ کافی به ۱ نزدیک کرد.
به عبارت دیگر، {\displaystyle \lim _{x\to 1}{\frac {x^{2}-1}{x-1}}=2}
یک تابع، افزون‌بر داشتن حد در مقدارهای معین، می‌تواند در بی‌نهایت هم دارای حد باشد. برای نمونه:
{\displaystyle f(x)={2x-1 \over x}}
- f(۱۰۰) = ۱٫۹۹۰۰
- f(۱۰۰۰) = ۱٫۹۹۹۰
- f(۱۰۰۰۰) = ۱٫۹۹۹۹۰

هرگاه x مقدارهای بی‌نهایت بزرگ به خود گیرد، مقدار f(x) به سوی ۲ کشیده می‌شود. در این حالت، حد f(x) به ازای xهای رو به بی‌نهایت، برابر ۲ است. بیان ریاضی این گفته چنین است:
{\displaystyle \lim _{x\to \infty }{\frac {2x-1}{x}}=2.}

## اثبات

این روش، به اثبات اپسیلون و دلتا مشهور است که نخستین بار، ریاضی‌دان آلمانی، کارل وایرشتراس پیش‌ نهاد.
با آن، حد چنین تعریف می‌شود:
{\displaystyle f(x)} در {\displaystyle x_{0}} دارای حد {\displaystyle L} است، اگر به‌ازای هر عدد مثبت {\displaystyle \epsilon }، عدد مثبت {\displaystyle \delta } باشد، به‌طوری‌که اگر {\displaystyle 0<|x-x_{0}|<\delta }، آنگاه{\displaystyle |f(x)-L|<\epsilon }.
به عبارت دیگر، برای هر {\displaystyle \varepsilon \ >0} یک {\displaystyle \delta \ >0} باشد، که برای هر {\displaystyle x} در{\displaystyle |x-x_{0}|<\delta \ }، چنین شود:  {\displaystyle |f(x)-L|<\varepsilon }.
در تعریف غیرصوری، باید گفت حد تابع {\displaystyle f(x)} ،{\displaystyle L} است اگر وقتی {\displaystyle x\to a}، {\displaystyle f(x)} به حد {\displaystyle L} نزدیک بشود، یا {\displaystyle f(x)} در {\displaystyle a} دارای حد {\displaystyle L} است، اگر هنگامی‌که {\displaystyle x} به {\displaystyle a} میل می‌کند، {\displaystyle f(x)} به {\displaystyle L} نزدیک شود.

### مثال
اثبات {\displaystyle \lim _{x\to 0}{\sqrt {x}}=0} :
برای هر {\displaystyle \varepsilon \ >0} یک {\displaystyle \delta \ >0} هست که:
{\displaystyle |{\sqrt {x}}-0|<\varepsilon \ }
اگر
{\displaystyle 0<x<\delta }
یا {\displaystyle {\sqrt {x}}<\varepsilon \ } اگر {\displaystyle 0<x<\delta }
با استفاده از مربع (مجذور)، می‌توان آن را چنین نوشت:
{\displaystyle x<\epsilon ^{2}} اگر {\displaystyle 0<x<\delta }
بنابراین {\displaystyle \delta \leq \epsilon ^{2}}
و این {\displaystyle \lim _{x\to 0}{\sqrt {x}}=0} را ثابت می‌کند.

## حد یک دنباله
با فرض  a۱, a۲,... دنباله‌ای از عددهای حقیقی، می‌توان گفت عدد حقیقی L حد این دنباله‌است هرگاه
{\displaystyle \lim _{n\to \infty }a_{n}=L}
یعنی
به‌ازای هر عدد حقیقی ε> ۰ می‌توان یک عدد طبیعی n۰ یافت، به‌گونه‌ای‌که برای همه n> n۰ آنگاه .
عبارت بالا بدان معنا است که همهٔ عضوهای دنباله به حد دنباله نزدیک می‌شوند چون عبارت قدر مطلقی  برابر است با فاصلهٔ میان an و L. 
برای نمونه، دنبالهٔ ۱٫۷۹, ۱٫۷۹۹, ۱٫۷۹۹۹,...، به ۱٫۸ نزدیک می‌شود. پس ۱٫۸ حد این دنباله‌است.
همهٔ دنباله‌ها، حد ندارند. اگر دنباله‌ای حد داشت به آن دنباله هم‌گرا و اگر نداشت، واگرا می‌گویند. می‌توان نشان داد که دنباله‌های هم‌گرا، حد یکتا دارند.
حد یک دنباله و حد یک تابع رابطهٔ نزدیکی با هم دارند.